# Hein Meijers
Hein Leendert Meijers (Rotterdam, 1944) is een Nederlands wetenschapsjournalist en schrijver van diverse wetenschappelijke boeken. Samen met Simon Rozendaal schreef hij De encyclopedie van nutteloze feiten. Meijers is tevens de bedenker van de Nationale Wetenschapsquiz. In 2019 publiceerde hij De kiezen van de Keizer.
Meijers werkte sinds midden jaren 80 als hoofd communicatie bij de Nederlandse Organisatie voor Zuiver-Wetenschappelijk Onderzoek (ZWO), later omgedoopt tot de Nederlandse Organisatie voor Wetenschappelijk Onderzoek (NWO).
- International Standard Name Identifier: 0000 0003 6908 6343
- Nederlandse Thesaurus van Auteursnamen: 175820546
- Virtual International Authority File: 287102274
- WorldCat: E39PBJd8cccVBbGjD6xdPvx4bd